# Dietmar Bär
Dietman Bär (Dortmund, 5 febbraio 1961) è un attore tedesco.

## Biografia
Nel 1981 si diplomò al Leibniz-Gymnasium di Dortmund. Durante gli anni di scuola divenne membro della Gioventù Socialista Operaia Tedesca. Presto spiccò in svariati progetti teatrali scolastici grazie al suo talento di attore e poco prima divenne il cantante del gruppo punk di Dortmund Planlos durante gli anni 80. Acquisì la sua formazione da attore dal 1982 al 1985 presso l'accademia d'arte drammatica di Bochum. Uno dei primi ruoli che lo rese famoso fu uno degli hooligans del Meidericher Spielverein Duisburg nella serie televisiva Tatort: Zweierlei Blut nel 1894. In Uomini di Doris Dörrie del 1985 recitò in un piccolo ruolo secondario. Nello stesso anno lo ingaggiarono al Landestheater Tübingen. Dal 1988 al 1990 e dal 1992 al 1994 si esibì al teatro comunale di Wuppertal. Nell'estate del 2007 e 2008 recitò Dorfrichter Adam in La brocca rotta di Heinrich von Kleist al festival teatrale Gandersheimer Domfestspiele. Dal 2010 recita alla Schauspielhaus di Bochum nel brano Eisenstein di Vinzenz Hufnagel e Lothar. Ha lavorato come speaker registrando numerosi audiolibri di diversi autori tra i quali Mo Hayder, Håkan Nesser, Jacques Berndorf e Thomas Krüger. Dal 15 aprile 2009 è sposato con Maren Geißler. Bär è un noto fan della squadra di calcio Borussia Dortmund che emerge anche nel ruolo di Freddy Schenk nella trama di Ballauf und Schenk.

### Successo
Ricevette il suo primo ruolo principale in Treffer (1984) di Dominik Graf. Un ulteriore ruolo celebre è Sportarzt Conny Knipper. A fianco di Willy Millowitsch recitò nella serie Klefisch. Bär è conosciuto anzitutto per il suo ruolo in Tatort come il commissario Freddy Schenk a fianco a Max Ballauf, interpretato da Klaus J. Behrendt, dal 1997.

## Altre attività
Insieme con l'associazione berlinese pro futura si adoperò per le prospettive future dei giovani e di disoccupati di lunga data. Inoltre fondò nel 1998 con i membri del team di Tatort l'associazione Tatort – Straßen der Welt e. V. che si prende cura dei bambini filippini poveri e a Manila tornò ad essere seguito Tatort, che tematizzò il destino dei bambini delle filippine e il maltrattamento minorile. Grazie a questo impegno ricevette il KIND-Award insieme con Klaus J. Behrendt da un'associazione di Dortmund che si occupa di bambini poveri e malati (Kinderlachen e. V.). Viagga regolarmente in Germania con il frate irlandese Shay Cullen, il quale si è occupato dei minori nelle Filippine, e pubblicizza il commercio equo e solidale come concetto di successo contro la povertà e la discriminazione della gente nelle Filippine e altrove.
Si impegna inoltre per l'archivio tedesco dei donatori di midollo osseo (DKMS), ad esempio mediante pubblicità morale. Con altri attori di Tatort si adoperò inoltre per le vittime della criminalità e sostenne l'associazione Weissen Ring nell'ambito di una campagna.
Inoltre è membro della Bundesverband Schauspiel e. V. (associazione attori).

## Audiolibri
- 2000: Der Vogelmann di Mo Hayder, BMG Wort Köln, ISBN 978-3-89830-120-6, ridotto, 4 CD, 273 Min.

- 2004: Echo einer Winternacht di Val McDermid, Lübbe Audio Bergisch Gladbach, ISBN 978-3-7857-1440-9, ridotto, 5 CD, 354 Min.

- 2006: "Der Hund von Ballard" di Ludovic Roubaudi, 2 CD

- 2006: Das Boot di Lothar-Günther Buchheim (versione ridotta)

- 2007: Kim Novak badete nie im See von Genezareth di Håkan Nesser, Random House Audio Köln, ISBN 3-86604-753-3

- 2007: Aus Dr. Klimkes Perspektive di Håkan Nesser, Random House Audio Köln, ridotto, 4 CD 289 Min., ISBN 978-3-86604-497-5

- 2008: Keeper di Mal Peet.

- 2008: Ritualmord di Mo Hayder, Random House Audio Köln, ridotto 6 CDs 420 Min., ISBN 978-3-86604-913-0

- 2008: Moor des Vergessens di Val McDermid, Argon Verlag Berlin, ISBN 978-3-86610-445-7, 6 CD, 463 Min.

- 2009: Millennium-Trilogie di Stieg Larsson, Random House Verlag, ISBN 978-3-8371-0946-7

- 2011: Törtel, die Schildkröte aus dem McGrün di Wieland Freund, Sauerländer audio, ISBN 978-3-8398-4505-9

- 2011: Fiabe del focolare dei Fratelli Grimm, Sauerländer audio, ISBN 978-3-8398-4661-2 (il racconto Il prode piccolo sarto)

- 2011: Schrecklich amüsant – aber in Zukunft ohne mich di David Foster Wallace

- 2011: Agent 6 di Tom Rob Smith, Lübbe Audio, Bergisch Gladbach, ISBN 978-3-86717-784-9, ridotto, 8 CD, 600 Min

- 2011: Die Perspektive des Gärtners di Håkan Nesser, Random House Verlag, ISBN 3-8371-0882-1

- 2011: Wie ich meine Tage und Nächte verbringe di Håkan Nesser, Random House Audio, ISBN 978-3-8371-1258-0 (Wunderbare Weihnachtsmorde)

- 2012: Törtel und der Wolf di Wieland Freund, Sauerländer audio, ISBN 978-3-8398-4658-2

- 2012: Törtel und Nummer 3 di Wieland Freund, Sauerländer audio, ISBN 978-3-8398-4646-9

- 2012: Collaborazione con Leopold Bloom in Ulysses di James Joyce, Der Hörverlag, München 2012, ISBN 978-3-86717-846-4

- 2013: Achtung, hier kommt Lotta! di Daniel Napp, Sauerländer audio, ISBN 978-3-8398-4616-2

- 2013: Andersens Märchen di Hans Christian Andersen, Sauerländer audio, ISBN 978-3-8398-4502-8 (I racconti I vestiti nuovi dell'imperatore e L'usignolo)

- 2014: Die Schwarzen Brüder di Lisa Tetzner, Sauerländer audio, ISBN 978-3-8398-4670-4

- 2015: Verschwörung: Millennium 4 di David Lagercrantz, Random House Audio, ISBN 978-3-8371-3135-2

- 2015: Nicht frei von Sünde di Benjamin Black, Lübbe Audio, ISBN 978-3-7857-3360-8

- 2016: Gangsta-Oma di David Walliams, Argon Sauerländer audio, ISBN 978-3-8398-4720-6

- 2017: Ayda, Bär und Hase di Navid Kermani, Sauerländer audio, ISBN 978-3-8398-4876-0

- 2018: Die Sockenfresser di Pavel Srut, Sauerländer audio, ISBN 978-3-8398-4908-8

- 2018: Oh, Verzeihung, sagte die Ameise di Josef Guggenmos, Sauerländer audio, ISBN 978-3-8398-4923-1

## Filmografia parziale

### Cinema
- 1984: Treffer

- 1985: Der Formel Eins Film

- 1985: Uomini

- 1996: Wer hat Angst vorm Weihnachtsmann?

- 1998: Das Mambospiel

- 1998: Kai Rabe gegen die Vatikankiller

- 2002: Was nicht passt, wird passend gemacht

- 2003: Männer wie wir

- 2006: Oh, wie schön ist Panama (Speaker)

- 2007: Unter Freunden (Film della Realschule, scuola secondaria, di Bad Gandersheim)

- 2010: La banda di coccodrilli indaga

- 2015: Inside Out (Doppiatore di guardia subconscio Dave)

- 2016: Pets - Vita da animali (The Secret Life of Pets, doppiatore)

### Televisione
- 1984: Tatort: Zweierlei Blut (Serie TV)

- 1986: Faber l'investigatore – Wo die Kanonen blühn

- 1987: Eine geschlossene Gesellschaft

- 1987: Dortmunder Roulette

- 1988: Tatort: Ausgeklinkt

- 1990–1996: Kommissar Klefisch

- 1990: Leo und Charlotte

- 1990–1992: Blank, Meier, Jensen

- 1994–1996: Sportarzt Conny Knipper

- 1994: Der Mann mit der Maske

- 1994: Nadja – Heimkehr in die Fremde

- 1995: A.S. – Gefahr ist sein Geschäft Folge: Der Serienkiller

- 1996: Leben in Angst

- 1996: Ein Vater sieht rot

- 1997: Durch Dick und Dünn

- dal 1997: Tatort

- 1998: Das Gelbe vom Ei

- 1999: Ganz unten, ganz oben

- 2000: Nie mehr zweite Liga

- 2000: Pest – Die Rückkehr

- 2002: Der gestohlene Mond

- 2004: Drechslers zweite Chance

- 2004: Mutter aus heiterem Himmel

- 2004: Die Ferienärztin: Provence

- 2005: Löwenzahn (episodi 198–200)

- 2005: Löwenzahn – Die Reise ins Abenteuer

- 2006: Der Untergang der Pamir

- 2007: Theo, Agnes, Bibi und die anderen

- 2008: Tischlein deck dich

- 2009: Fasten à la Carte

- 2010: Nachtschicht – Das tote Mädchen (Rassegna cinematiografica)

- 2011: Kehrtwende

- 2012: Pastewka (Serie)

- 2014: Die Pilgerin

- 2015: Große Fische, kleine Fische

- 2016: Das Sacher

- 2018: Für meine Tochter

## Riconoscimenti
- 1986: Deutscher Darstellerpreis Chaplin-Schuh des Bundesverband deutscher Film- und Fernsehregisseure in Deutschland e. V. come miglior attore emergente

- 2000: Deutscher Fernsehpreis (Categoria: miglior interprete in una Serie) per il ruolo di Freddy Schenk in Tatort (WDR)

- 2007: KIND-Award di Kinderlachen e. V. per il suo impegno in Tatort – Straßen der Welt e. V.

- 2011: hr2-Hörbuchbestenliste per l'audiolibro Törtel, die Schildkröte aus dem McGrün

- 2011: 1Live Krone (Premio speciale per WDR-Tatorte a Monaco e Colonia)

- 2012: Goldene Kamera come miglior attore in Kehrtwende

- 2012: Leipziger Lesekompass per l'audiolibro Törtel, die Schildkröte aus dem McGrün

- 2012: hr2-Hörbuchbestenliste per l'audiolibro Törtel und Nummer 3

- 2014: hr2-Hörbuchbestenliste per l'audiolibro Die Schwarzen Brüder

- 2015: Ordine al merito della Renania Settentrionale-Vestfalia

- 2016: hr2-Hörbuchbestenliste per l'audiolibro Gangsta-Oma

- 2018: Goldener Winzer della città di Bad Dürkheim

- 2018: Rheinlandtaler, insieme con Klaus J. Behrendt